# سد ذاکر۱
 سد ذاکر۱  یکی از سدهای در دست بهره‌برداری استان زنجان است.